# フロリダ植民地総督
フロリダ植民地総督では、アメリカ合衆国に併合される以前、植民地時代のフロリダ州を統治した総督を列挙する。

## 第1期スペイン統治時代
| 氏名                                                                               | 任期            | 備考 |
| ---------------------------------------------------------------------------------- | --------------- | ---- |
| ペドロ・メネンデス・デ・アビレス                                                   | 1565年 - 1574年 |      |
| ディエゴ・デ・ベラスコ                                                             | 1574年 - 1576年 | 代理 |
| エルナンド・デ・ミランダ                                                           | 1576年          |      |
| グティエレ・デ・ミランダ                                                           | 1576年 - 1577年 | 代理 |
| ペドロ・メネンデス・デ・マルケス ロドリゴ・デル・フンコ                            | 1577年 - 1594年 |      |
| ドミンゴ・マルティネス・デ・アベンダーニョ                                         | 1594年 - 1595年 |      |
| アロンソ・デ・ラス・アラス バルトロメ・デ・アルゲレス フアン・メネンデス・マルケス | 1595年 - 1597年 | 代理 |
| ゴンサロ・メンデス・デ・カンシオ                                                   | 1597年 - 1603年 |      |
| ペドロ・デ・イバラ                                                                 | 1603年 - 1610年 |      |
| フアン・フェルナンデス・デ・オリベラ                                               | 1610年 - 1612年 |      |
| フアン・デ・アラソラ ホセ・デ・オリベラ                                            | 1612年 - 1613年 | 代理 |
| フアン・デ・トレビーニョ・ギラマス                                                 | 1613年 - 1618年 |      |
| フアン・デ・サリナス                                                               | 1618年 - 1624年 |      |
| ルイス・デ・ロハス・イ・ボルハ                                                     | 1624年 - 1630年 |      |
| アンドレス・ロドリゲス・デ・ビジェガス                                             | 1630年 - 1631年 |      |
| ニコラス・ポンセ・デ・レオン エウヘニオ・デ・エスピノサ                            | 1631年 - 1633年 | 代理 |
| ルイス・デ・ホルルイティネル                                                       | 1633年 - 1638年 |      |
| ダミアン・デ・ベガ・カストロ・イ・パルド                                           | 1639年 - 1645年 |      |
| ベニート・ルイス・デ・サラサール・バレシラ                                         | 1645年 - 1646年 |      |
| フランシスコ・メネンデス・マルケス ペドロ・ホルイティネル・ベネディト              | 1646年 - 1648年 | 代理 |
| ベニート・ルイス・デ・サラサール・バレシラ                                         | 1648年 - 1651年 |      |
| ニコラス・ポンセ・デ・レオン                                                       | 1651年          | 代理 |
| ペドロ・ホルイティネル・ベネディト                                                 | 1651年 - 1654年 | 代理 |
| ディエゴ・デ・レボレド・イ・スアレス・デ・アポンテ                                 | 1654年 - 1659年 |      |
| アロンソ・デ・アランギス・イ・コルテス                                             | 1659年 - 1663年 |      |
| ニコラス・ポンセ・デ・レオン2世                                                    | 1663年 - 1664年 | 代理 |
| フランシスコ・デ・ラ・ゲラ・イ・デ・ラ・ベガ                                       | 1664年 - 1671年 |      |
| マヌエル・デ・センドヤ                                                             | 1671年 - 1673年 |      |
| ニコラス・ポンセ・デ・レオン2世                                                    | 1673年 - 1675年 | 代理 |
| パブロ・デ・ヒタ・イ・サラサール                                                   | 1675年 - 1680年 |      |
| フアン・マルケス・カブレラ                                                         | 1680年 - 1687年 |      |
| ペドロ・デ・アランダ・イ・アベヤネダ                                               | 1687年          | 代理 |
| ディエゴ・デ・キロガ・イ・ロサダ                                                   | 1687年 - 1693年 |      |
| ラウレアノ・デ・トーレス・イ・アヤラ                                               | 1693年 - 1699年 |      |
| ホセ・デ・スニガ・イ・ラ・セルダ                                                   | 1699年 - 1706年 |      |
| フランシスコ・デ・コルコレス・イ・マルティネス                                     | 1706年 - 1716年 |      |
| ペドロ・デ・オリベラ・イ・フラナ                                                   | 1716年          |      |
| フアン・デ・アヤラ・イ・エスコバル                                                 | 1716年 - 1718年 | 代理 |
| アントニオ・デ・ベナビデス                                                         | 1718年 - 1734年 |      |
| フランシスコ・デル・モラル・イ・サンチェス                                         | 1734年 - 1737年 |      |
| マヌエル・ホセ・デ・フスティス                                                     | 1737年          | 代理 |
| マヌエル・デ・モンティアーノ                                                       | 1737年 - 1749年 |      |
| メルチョル・デ・ナバレテ                                                           | 1749年 - 1752年 |      |
| フルヘンシオ・ガルシア・デ・ソリス                                                 | 1752年 - 1755年 | 代理 |
| アロンソ・フェルナンデス・デ・エレディア                                           | 1755年 - 1758年 |      |
| ルカス・フェルナンド・パラシオ                                                     | 1758年 - 1761年 |      |
| アロンソ・デ・カルデナス                                                           | 1761年 - 1762年 | 代理 |
| メルチョール・フェリウ                                                             | 1762年 - 1763年 |      |

## イギリス統治時代

### 東フロリダ
| 氏名                 | 任期            | 備考 |
| -------------------- | --------------- | ---- |
| ジェームズ・グラント | 1763年 - 1771年 |      |
| ジョン・モートリー   | 1771年 - 1774年 |      |
| パトリック・トニン   | 1774年 - 1784年 |      |

### 西フロリダ
| 氏名                       | 任期                  | 備考 |
| -------------------------- | --------------------- | ---- |
| ジョージ・ジョンストン     | 1763年 - 1767年       |      |
| モンフォート・ブラウン     | 1767年 - 1769年       | 代理 |
| ジョン・エリオット         | 1769年 - 1769年       |      |
| モンフォート・ブラウン     | 1769年 - 1769年       | 代理 |
| イライアス・ダーンフォード | 1769年 - 1770年       |      |
| ピーター・チェスター       | 1770年 - 1781年5月9日 |      |

## 第2期スペイン統治時代

### 東フロリダ
| 氏名                                             | 任期                      | 備考 |
| ------------------------------------------------ | ------------------------- | ---- |
| ビセンテ・マヌエル・デ・セスペデス・イ・ベラスコ | 1790年 - 1784年7月12日    |      |
| フアン・ネポムセノ・デ・ケサダ・イ・バルヌエボ   | 1790年7月 - 1796年3月     |      |
| バルトロメ・モラレス                             | 1796年3月 - 1796年6月     | 代理 |
| エンリケ・ホワイト                               | 1796年6月 - 1811年3月     |      |
| フアン・ホセ・デ・エストラーダ                   | 1811年3月 - 1812年6月     |      |
| セバスティアン・キンデラン・イ・オレゴン         | 1812年6月 - 1815年6月     |      |
| フアン・ホセ・デ・エストラーダ                   | 1815年6月- 1816年1月      |      |
| ホセ・マリア・コッピンガー                       | 1816年1月 - 1821年7月10日 |      |

### 西フロリダ
| 氏名                                 | 任期                         | 備考 |
| ------------------------------------ | ---------------------------- | ---- |
| アルトゥーロ・オニール・イ・ティロン | 1781年3月9日 - 1792年        |      |
| カルロス・ハワード                   | 1792年 - 1793年              |      |
| エンリケ・ホワイト                   | 1794年 - 1796年              |      |
| フランシスコ・デ・パウラ・ゲラバート | 1796年                       |      |
| ビセンテ・フォルチ・イ・フアン       | 1796年 - 1809年              |      |
| フランシスコ・サン・マクセント       | 1809年 - 1810年              | 暫定 |
| フランシスコ・コレル                 | 1810年 - 1811年              | 暫定 |
| フランシスコ・サン・マクセント       | 1811年 - 1812年              |      |
| マウリシオ・デ・スニガ               | 1812年 - 1813年              |      |
| マテオ・ゴンサレス・マンリケ         | 1813年 - 1815年              |      |
| ホセ・デ・ソト                       | 1815年 - 1816年              |      |
| マウリシオ・デ・スニガ               | 1816年                       |      |
| フランシスコ・サン・マクセント       | 1816年                       |      |
| ホセ・ファスコット                   | 1816年 - 1818年5月26日       |      |
| ウィリアム・キング                   | 1819年2月4日 - 1818年5月26日 |      |
| ホセ・マリア・カラバ                 | 1821年7月17日 - 1819年2月    |      |